# 雲楽山人
雲楽山人（うんらくさんじん）は、江戸時代中期の旗本、戯作者、狂歌師。本名は長坂高景、通称は源之助、忠七郎。天明元年（1781年）から5年間ほど作者として活動した。

## 武士として
書院番士1000石・朝倉景保の五男として生まれる。生家の朝倉家は、朝倉宣正の次男・正世の家系である。表右筆組頭や西の丸奥右筆組頭を務めた長坂高美（家禄150俵）の婿養子となる。
天明8年（1788年）、養父（義父）の死にともない長坂家の家督を相続し、書院番士となる。寛政8年（1796年）、若君（のちの徳川家慶）附属となり西の丸に移る。寛政11年（1799年）2月、蝦夷地御用掛に任じられる。この時期、幕府は蝦夷地を直轄化しており、高景も任地に赴いた（松平忠明 (信濃守) 参照）。享和2年（1802年）に蝦夷奉行（のちの箱館奉行）が設置されると、蝦夷地御用掛は免じられた。

## 作家として
狂歌師の雲楽斎と同一人物であると推定される。
蓬萊山人帰橋の『愚人贅漢居続借金』に、大田南畝、朱楽菅江、志水燕十、帰橋などと交友する様子が描かれている。

## 作品
- 無陀物語[1][2]
- 鯉池全盛噺[1]
- 契情手管智恵鏡[7]
- 傾城知恵鑑